# Truthuhn

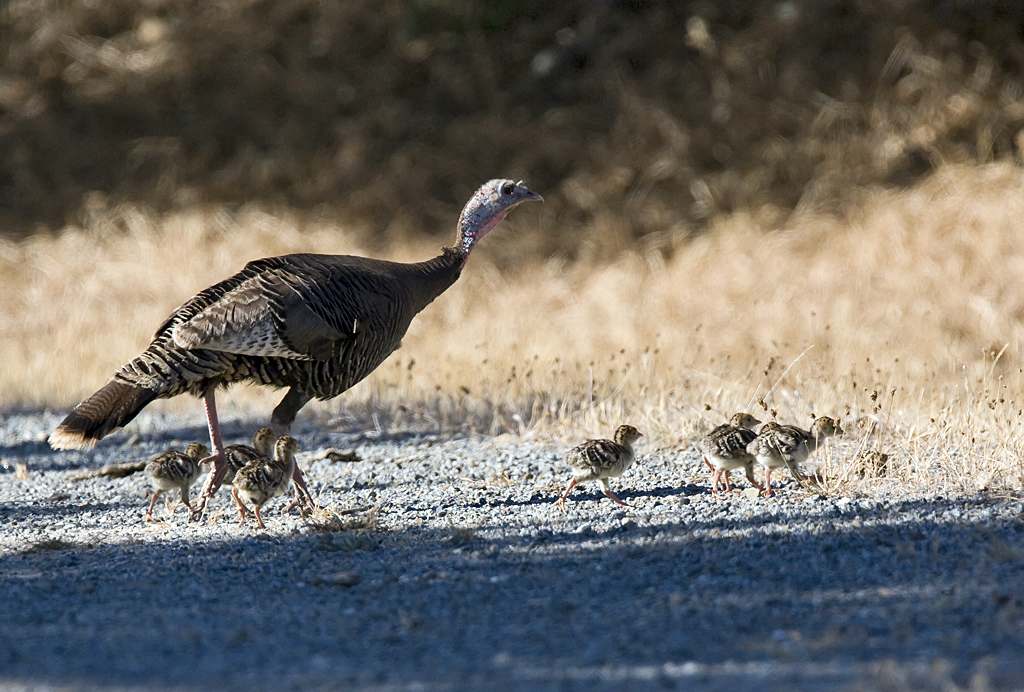
Truthenne mit Küken

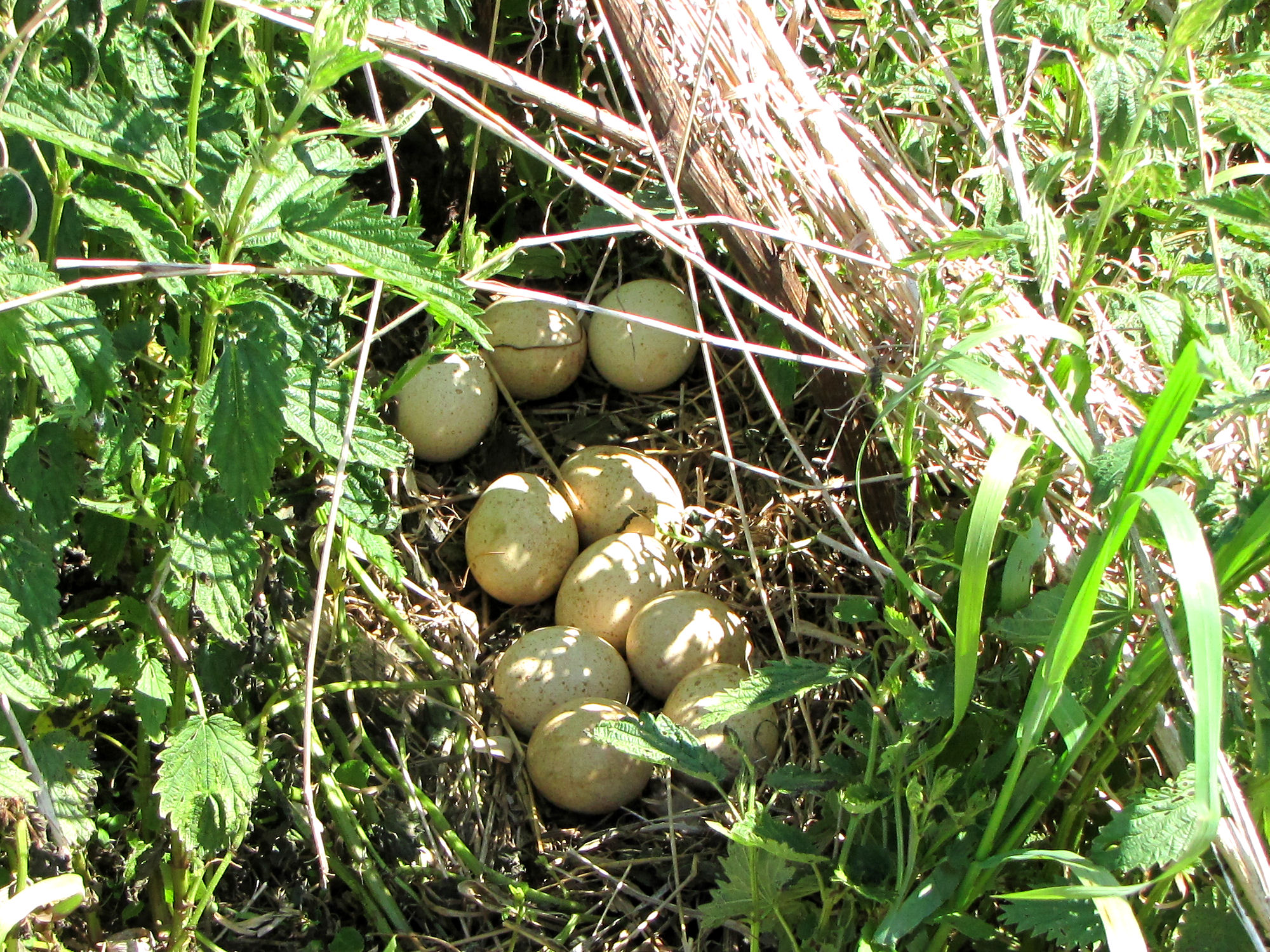
Nest mit Gelege

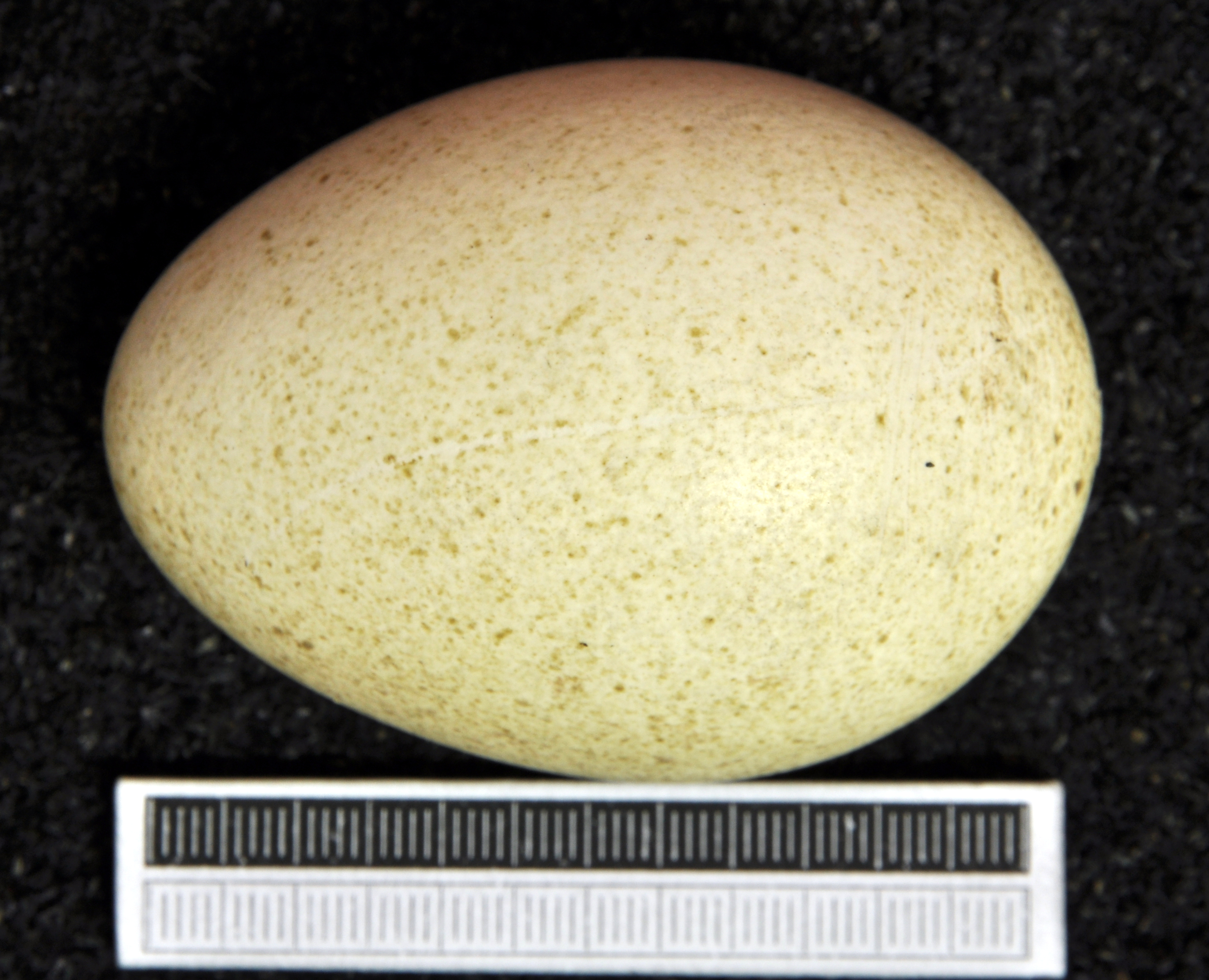
Ei, Sammlung Museum Wiesbaden

Das Truthuhn (Meleagris gallopavo) ist eine in Nordamerika beheimatete Art der Truthühner. Es wird auch Wildtruthuhn oder Wildes Truthuhn genannt und ist die größte Art der Hühnervögel. Bereits von indianischen Völkern wurde es domestiziert und ist somit die Stammform des Haustruthuhns, der Pute.

## Merkmale
Ausgewachsene Truthähne erreichen im Stand eine Höhe von 1 m und ein Gewicht von 10 kg. Hennen sind etwas kleiner (90 cm) und sehr viel leichter (4 kg). Das Gefieder ist dunkelbraun und schwarz und hat vor allem beim Hahn einen metallischen Schimmer. Hals und Kopf sind unbefiedert. Die Gesichtspartie und der Scheitel sind hellblau, Hals und Kehle blassrot. Ein roter Hautlappen, der 6 bis 8 cm lang wird, entspringt beim Hahn zwischen den Augen und hängt quer über dem Schnabel. Alle Hähne und 10 % der Hennen haben zudem einen borstenartigen Federbusch an der Brust, der 10 bis 25 cm lang wird.
Zur Brutzeit werden die Farben der nackten Körperpartien leuchtender und können auch wechseln, so dass sie dann weiß oder türkis werden. Truthühner können ein Alter von zehn bis zwölf Jahren erreichen.

## Verbreitung und Lebensraum
Das Verbreitungsgebiet reicht vom Südrand Kanadas über die USA bis in den Norden Mexikos. Truthühner gibt es wild in drei kanadischen Provinzen, 49 US-Staaten und sechs mexikanischen Bundesstaaten. In den USA fehlt es nur in Alaska; auf Hawaii kam es nicht natürlich vor, wurde aber durch den Menschen eingeschleppt. Ausgewilderte Bestände gibt es auch in Australien und Neuseeland.
Der Lebensraum sind Wälder mit dichtem Unterholz und großen Lichtungen.

### Ansiedelungen in Europa
In Mitteleuropa gelangen über mehrere Jahrzehnte Ansiedlungen, allerdings mussten die Populationen immer durch Hilfsmaßnahmen unterstützt werden. In Niederösterreich gab es zwischen 1880 und 1940 größere Brutpopulationen, die mehrere hundert Individuen umfassten. Nach Einstellung der Hege während des Zweiten Weltkriegs brachen sie rasch zusammen. Eine Neuansiedlung scheiterte sowie auch die elf Versuche, mit denen zwischen 1953 und 1993 in Deutschland Truthühner angesiedelt werden sollten. Eine Ansiedelung im Oberrheingebiet erreichte einen Höchstbestand von 300 Individuen, 1997 waren es nur noch 12. Im Kreis Wesel gab es in den 1960er Jahren 200 bis 250 Individuen, 1977 lebten nur noch ein Männchen und vier oder fünf Weibchen. Den größten freilebenden mitteleuropäischen Bestand gibt es in Tschechien, wo es 1988 noch 530 Individuen gab.
Die früheste Erwähnung von ausgesiedelten Truthuhn-Beständen in Deutschland beschreibt den Zeitraum von 1698 bis 1732. Ob es sich dabei um Wildtruthühner oder um domestizierte Tiere handelte ist unklar.

### Ansiedelungen in anderen Weltregionen

#### Tasmanien und Australien
Auf der tasmanischen Insel King Island, die am westlichen Ende der Bass-Straße zwischen Tasmanien und Australien liegt und eine Fläche von 1.098 km² hat, gab es in den 1990er Jahren eine halbwilde Gruppe von Truthühnern, die von einigen Landwirten unterhalten wurde und mehr als 350 Individuen umfasste. Auf der Furneaux-Gruppe, einer aus 52 Inseln bestehende Inselgruppe am Ostende der Bass-Straße zwischen den australischen Bundesstaaten Victoria und Tasmanien, wurden in der ersten Hälfte des 20. Jahrhunderts Truthühner ausgesetzt und hatten sich um das Jahr 1950 bereits fest etabliert. Eine besonders große Zahl findet sich auf Flinders Island, der größten Insel dieser Gruppe. Die auf Kangaroo Island ausgesetzten Truthühner, die seit 1950 dort frei leben, müssen durch Hilfsmaßnahmen unterstützt werden. Die auf Garden Island (Western Australia) lebenden Truthühner, die sich in den 1940er Jahren dort als Gefangenschaftsflüchtlinge einer Truthahnfarm etablierten, sind dort in den 1950er Jahren wieder ausgestorben.

#### Neuseeland
Auf Neuseeland gab es bereits im 19. Jahrhundert Ansiedelungsversuche. Dabei handelte es sich um wildlebende Truthühner aus Mexiko, die über Großbritannien nach Neuseeland verbracht wurden. Der Ansiedelungsversuch blieb letztlich erfolglos, es folgten aber in den 1920er und 1950er Jahren weitere Ansiedelungsversuche, so dass heute auf der neuseeländischen Nordinsel Truthähne häufig sind. Von einigen Farmern werden sie auch als halbwilde Trupps gepflegt.

## Lebensweise
Da die Lebensweise mit der des verwandten Pfauentruthuhns weitgehend übereinstimmt, wird diese im Artikel Truthühner beschrieben.

## Kulturelle Bedeutung

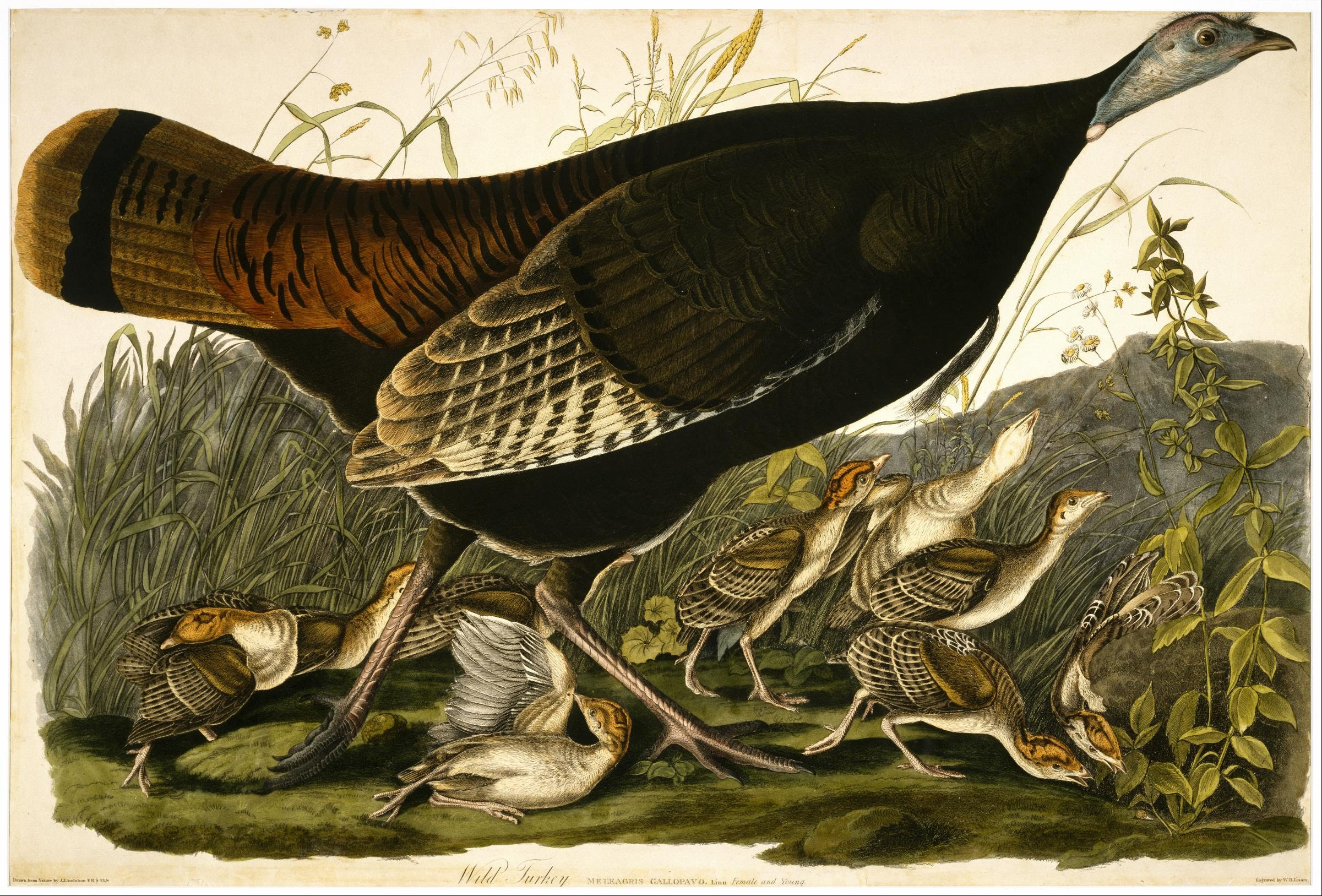
William Home Lizars: Truthuhn mit Jungen

Schon für die indianische Bevölkerung war das Truthuhn von überragender Bedeutung. Vor der Ankunft der Europäer lebten mehrere 10 Millionen Truthühner in Nordamerika, mancherorts mit einer Dichte von 80 Individuen je km². Indianer nutzten vor allem das Fleisch, aber auch die Federn für Kleider, Schmuck und Befiederung von Pfeilen. Nach dem Weißwedelhirsch war das Truthuhn für die indianische Bevölkerung Nordamerikas das meistgenutzte Tier.
Haustruthühner gab es im Südwesten der späteren USA sowie in Mexiko. Die Domestikation erfolgte wahrscheinlich vor mehr als 2000 Jahren, spätestens zur Zeit der Späten Präklassik durch die Maya. Die Indianer des Nordens und Ostens haben Truthühner hingegen nicht domestiziert.
Im 16. Jahrhundert brachte der Konquistador Hernán Cortés Haustruthühner von seinem Feldzug gegen die Azteken mit nach Spanien. Von dort aus verbreiteten sie sich über ganz Europa. Die Europäer, die sich später in Nordamerika ansiedelten, führten wiederum Truthühner mit sich, so dass einige Haustruthühner im Norden der USA europäische Vorfahren haben.
Zu Thanksgiving ist das Truthuhn das traditionelle Gericht in den USA und Kanada und daher auch in der Populärkultur sehr präsent. Seit den späten 1980er Jahren wird zudem alljährlich die National Thanksgiving Turkey Presentation abgehalten, eine Zeremonie, bei der im Weißen Haus ein lebender Truthahn (in Anwesenheit der Medien) „begnadigt“ wird.

## Bedrohung und Schutz

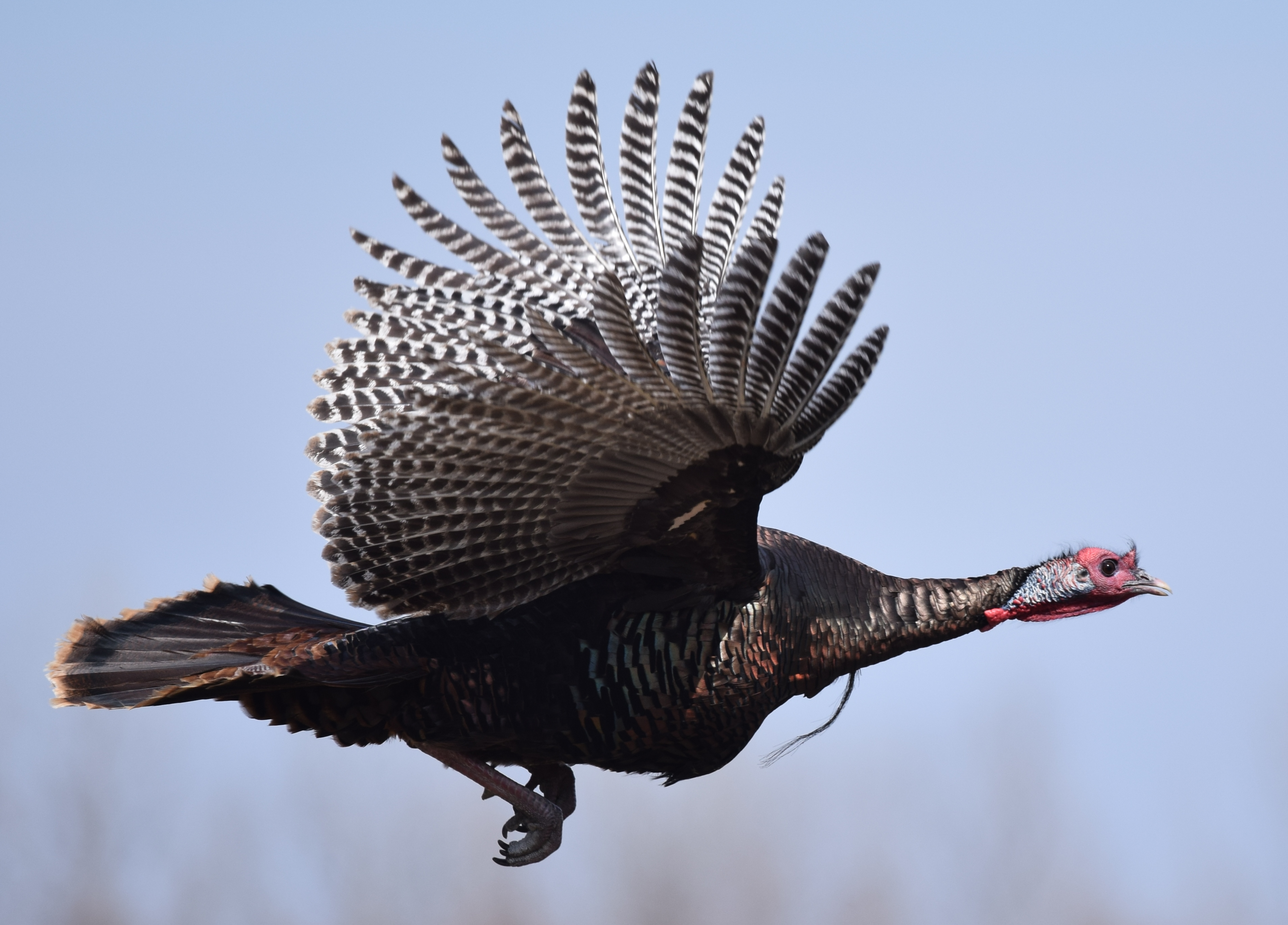
Fliegender Truthahn

Die etliche Millionen zählenden Populationen von Wildtruthühnern erlitten nach der Besiedlung Nordamerikas durch die Europäer einen kompletten Zusammenbruch. Schuld daran waren die zunehmende Abholzung der Wälder und Ausdehnung landwirtschaftlicher Monokulturen, vor allem aber die zügellose Bejagung der Tiere. Ende der 1940er Jahre gab es in ganz Nordamerika nur noch etwa 130 000 Truthühner, die sich vor allem in Berg- und Sumpfwäldern verbargen.
Ab 1960 besserte sich die Situation des Truthuhns. Dies hing mit effektiven Schutzbemühungen zusammen und mit einer wachsenden Landflucht der Bevölkerung. Farmen wurden aufgegeben und wurden anschließend von Strauchwerk überwachsen, wodurch sie geeignete Truthuhn-Habitate wurden. Teilweise erfolgten auch gezielte Wiederansiedelungen. Beispielhaft gab es im Bundesstaat Vermont seit den 1850er Jahren keine Truthühner mehr. In den 1960er Jahren wurden 17 Truthühner aus dem Bundesstaat New York ausgewildert. Im Jahr 2024 wurde der Gesamtbestand in Vermont auf 45 000 Tiere geschätzt.
1990 gab es wieder etwa 3 bis 5 Millionen Truthühner.

## Namen
Zur Etymologie und zu weiteren Namen siehe Truthühner.

## Sonstiges
In den 1950er Jahren wurden in Gefangenschaft mit Weibchen einer bestimmten Rasse („Belts-ville Small White“) gezielte Versuche unternommen, durch Parthenogenese (Jungfernzeugung) Nachwuchs zu zeugen. Im Jahr 1952 konnte in 16,7 % der parthenogenetisch erzeugten Eier eine Entwicklung festgestellt werden, bis 1959 konnte diese Rate auf 41,7 % gesteigert werden. Von insgesamt mehr als 42.000 parthenogenetisch erzeugten Eiern kamen 67 (0,16 %) zum Schlupf. Von diesen Küken überlebten jedoch nur wenige bis zur Geschlechtsreife. Die so entstandenen Nachkommen sind durchweg männlichen Geschlechts, da sie durch Verdopplung haploider Zellen entstehen. Die resultierenden Zellen können von den bei Vögeln geschlechtsbestimmenden Chromosomen W und Z nur die Kombination WW oder ZZ tragen, wovon nur die Variante ZZ (= männliches Geschlecht) überlebensfähig ist.

## Unterarten
Gewöhnlich werden sechs Unterarten des Truthuhns anerkannt:
- Meleagris gallopavo silvestris Vieillot, 1817[9]. Östliche Unterart. Östliche USA und Südost-Kanada.
- Meleagris gallopavo osceola Scott, 1890[10]. Florida-Unterart
- Meleagris gallopavo intermedia Sennett, 1879[11]. Rio-Grande-Unterart. USA und Nordmexiko östlich des Golfs von Mexiko
- Meleagris gallopavo merriami Nelson, 1900[12]. Merriams Unterart. Südwestliche USA, östlich von intermedia
- Meleagris gallopavo mexicana Gould, 1856[13]. Goulds Unterart. Pazifische Küstenregion Nordmexikos
- Meleagris gallopavo gallopavo Linnaeus, 1758[14]. Südmexikanische (Typus-)Unterart.

Nach genetischen Analysen sind die vor allem nach Färbungsmerkmalen aufgestellten Unterarten genetisch gegeneinander differenzierbar, mit Ausnahme der Florida-Unterart, die demnach zur östlichen Unterart gehört.